# 政体書
政体書（せいたいしょ）は、明治初期の政治大綱、統治機構について定めた太政官の布告である。副島種臣と福岡孝弟がアメリカ合衆国憲法および『西洋事情』等を参考に起草し、1868年6月11日（慶応4年閏4月21日）に発布された。同年4月27日頒布。

## 概説
慶応3年12月9日（1868年1月3日）王政復古のクーデター、慶応4年1月3日 - 7日（1月27日 - 30日）の鳥羽・伏見の戦い、4月11日（5月3日）の江戸開城などを経て、奥羽・北越地方では交戦が続いていたが、関東地方以西をほぼ掌握した新政府が、それまでの臨時政府的な三職体制に代えて新たな官制を定めたものである。
冒頭に五箇条の御誓文を掲げてこれを政府の基本方針と位置づけ、国家権力を総括する中央政府として太政官を置き、2名の輔相(ほしょう)をその首班とした。太政官の権力を立法・行政・司法の三権に分け、それぞれを立法の議政官、行政の行政・神祇・会計・軍務・外国の5官、司法の刑法官の合計七官が掌る三権分立の体制がとられたが、実際には議政官に議定・参与で構成する上局の実力者が行政各官の責任者を兼ねたり、刑法官が行政官の監督下にあったりして権力分立は不十分なものであった。地方は府藩県の三治（府藩県三治制）。

戊辰戦争終結後の政治状況の変化に伴う若干の変更の後、明治2年7月8日（1869年8月15日）に新たに発布された職員令によって、太政官は二官六省体制に改められた。

## 内容
- 五箇条の御誓文を国家の基本方針とする。（第1条）
- 太政官への権力集中。立法・行政・司法の三権分立。（第2条）
- 立法官と行政官の兼職禁止。（第3条）
- 各官の任期を4年とし、2年ごとに半数を改選する。（第9条）
- 第一等官から第九等官の官等を定める。（第13条）